# Jakob Alt

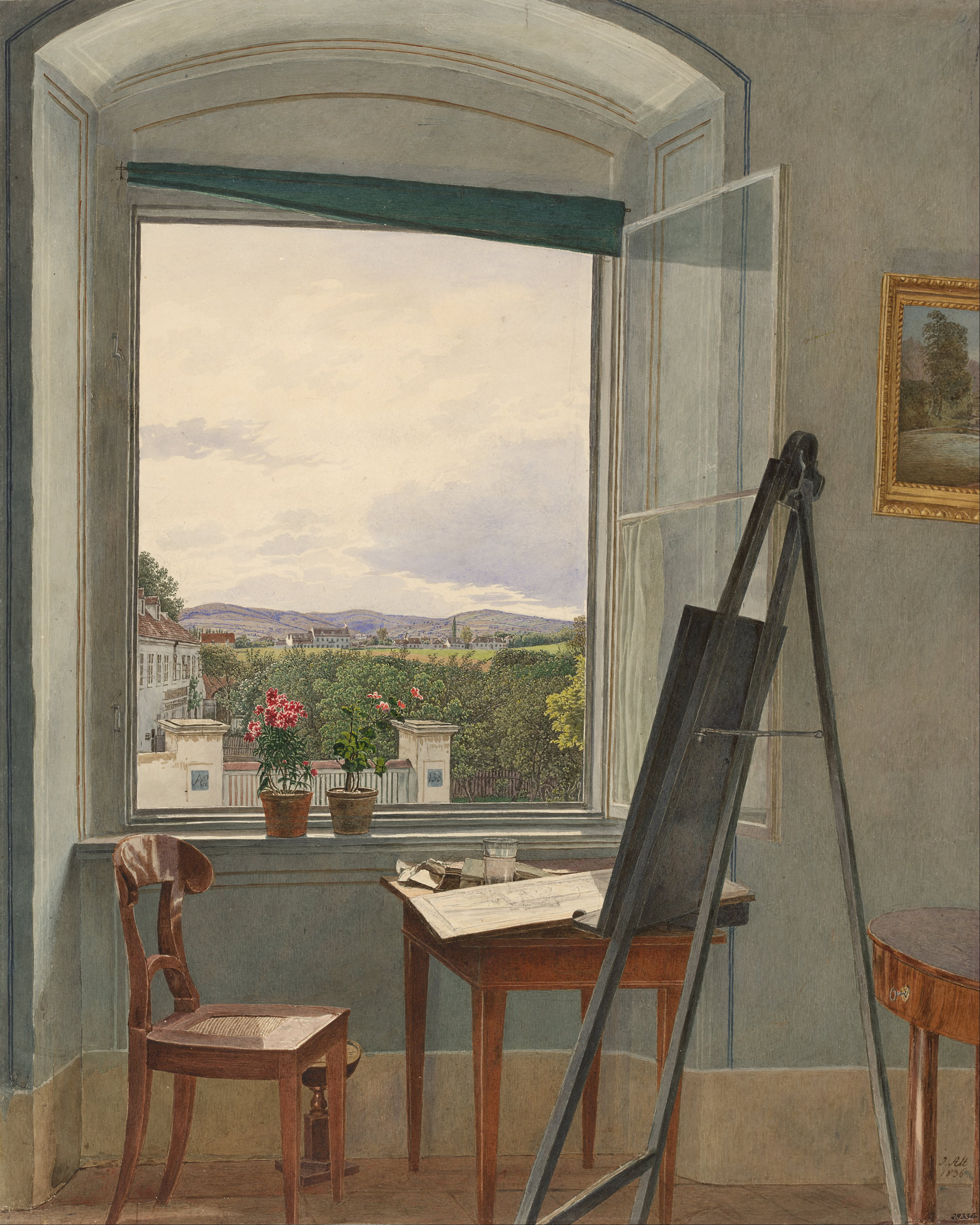
Vedere din atelierul artistului din Alservorstadt către Dornbach, 1836

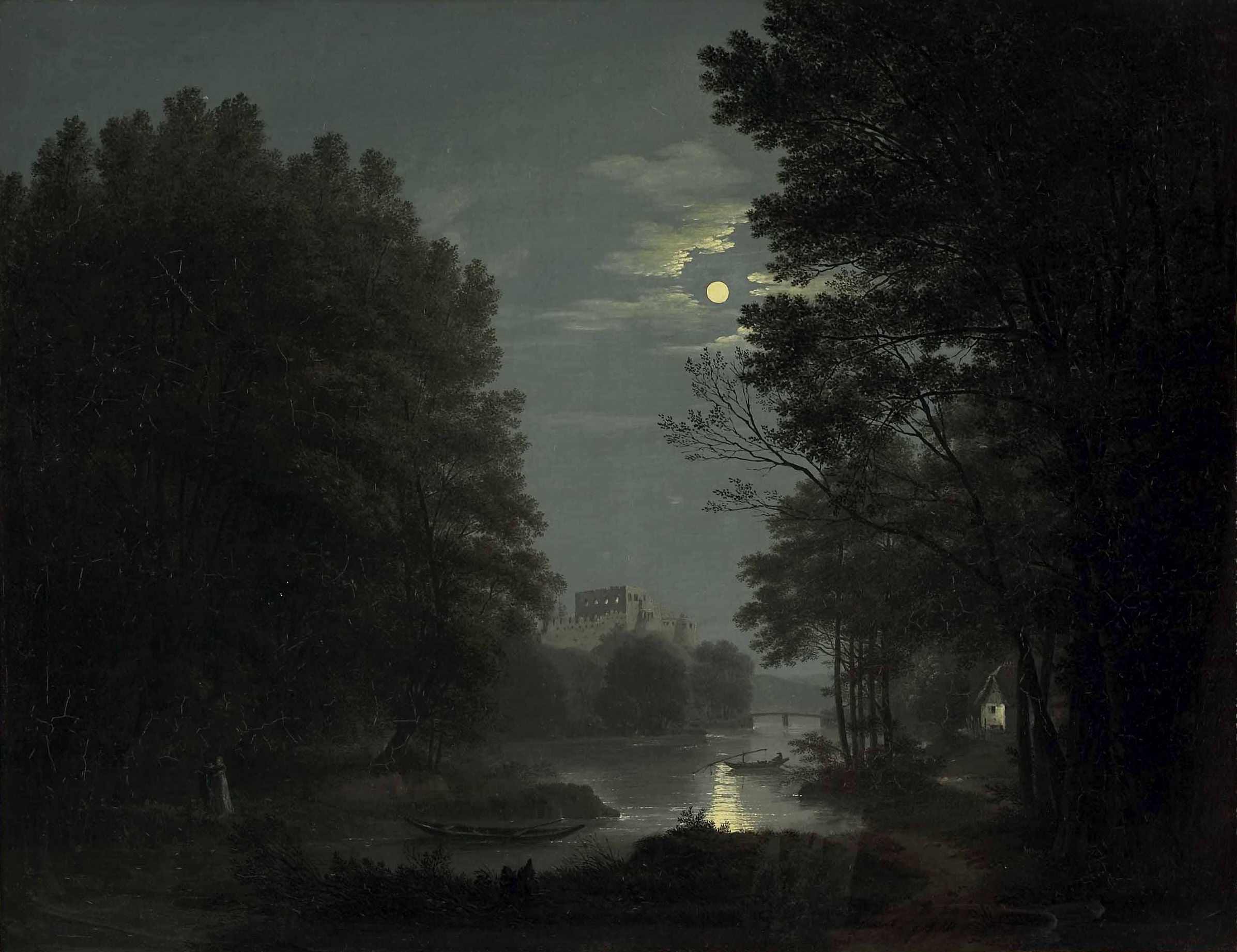
Cuplu de îndrăgostiţi sub lumina lunii

Jakob Alt (n. 27 septembrie 1789, Frankfurt am Main, Sfântul Imperiu Roman – d. 30 septembrie 1872, Viena, Austro-Ungaria) a fost un pictor și litograf german

## Viață
Alt s-a născut la Frankfurt pe Main în 1789, unde și-a început educația artistică. Mai târziu, s-a mutat la Viena și a fost admis la Academia de Arte Frumoase. Curând s-a remarcat ca pictor peisagist și a făcut mai multe călătorii prin Austria și Italia, pictând, în timp ce călătorea, peisaje din vecinătatea Dunării și din orașul Viena.
Ulterior, Alt a pictat foarte mult în acuarelă; el a fost, de asemenea, litograf. În 1830 viitorul împărat Ferdinand I al Austriei a inițiat un proiect prin care s-au comandat tablouri ale celor mai frumoase peisaje din Imperiu. Alt și fiul său cel mare, Rudolf von Alt, au pictat aproximativ 170 din cele 300 de lucrări executate înainte de finalizarea programului în 1849.
A murit la Viena în 1872.

## Imagini

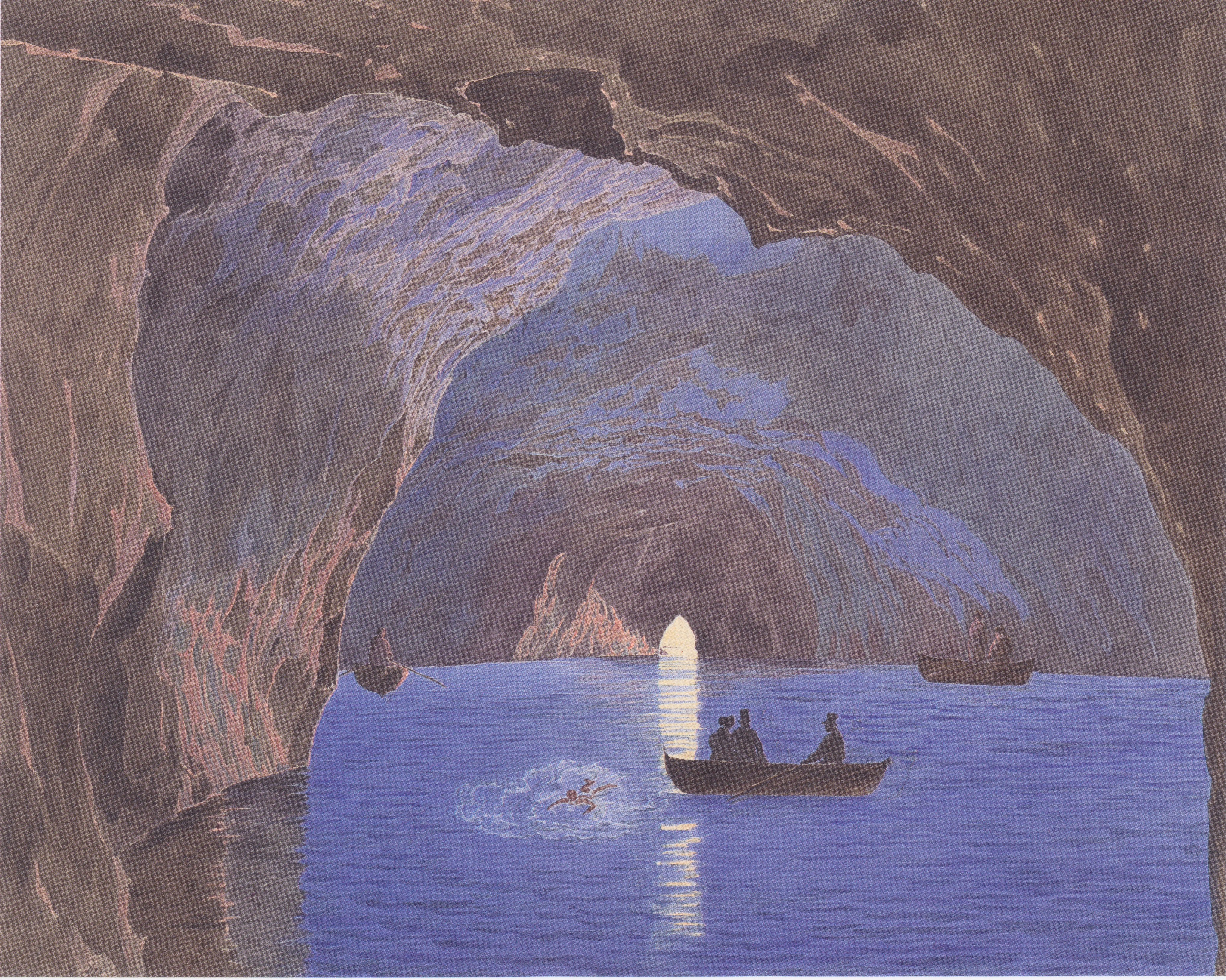
Grota Albastră din Capri
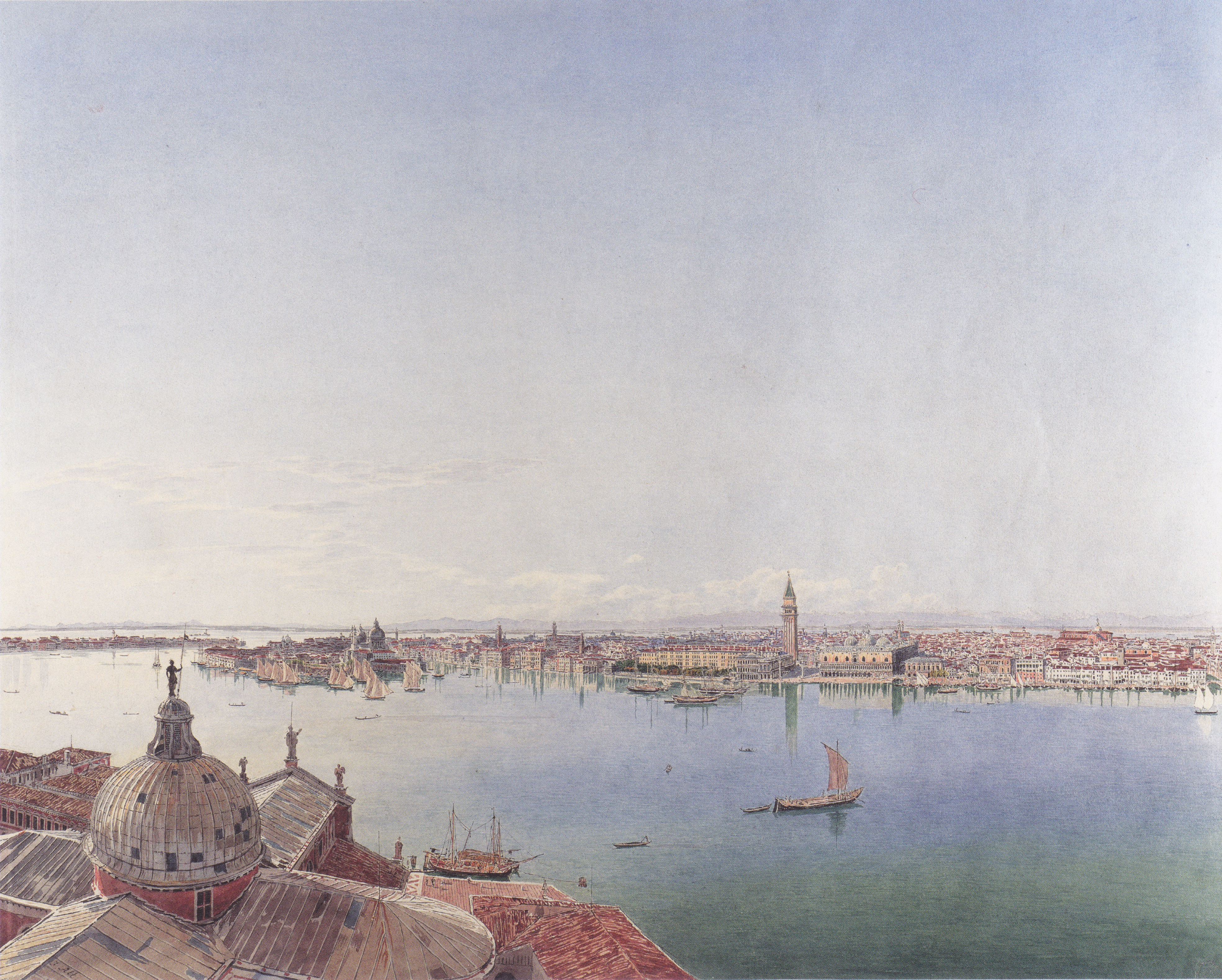
Veneţia, 1835
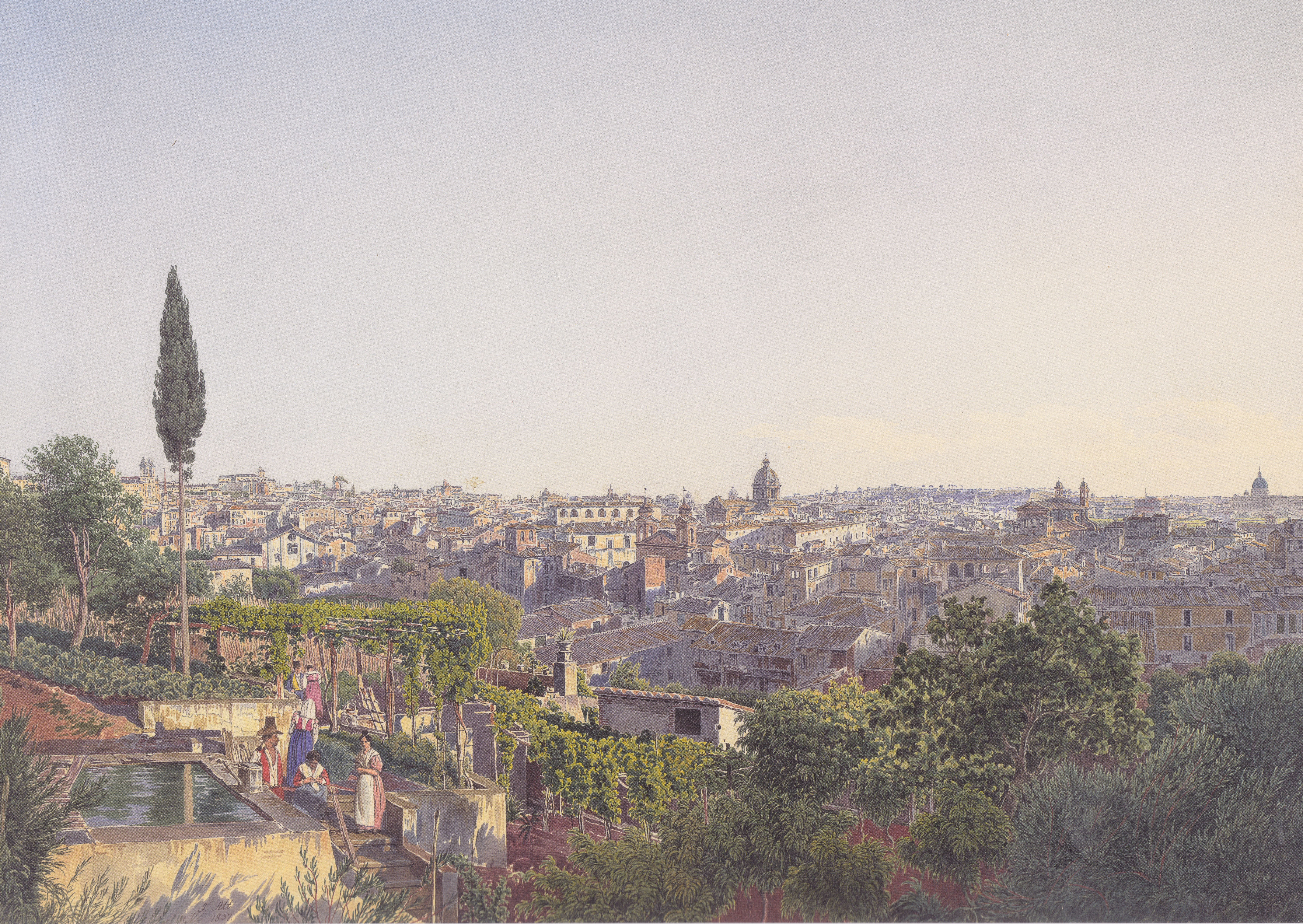
Vedere a Romei, 1837 acuarelă, Muzeul Albertina, Viena
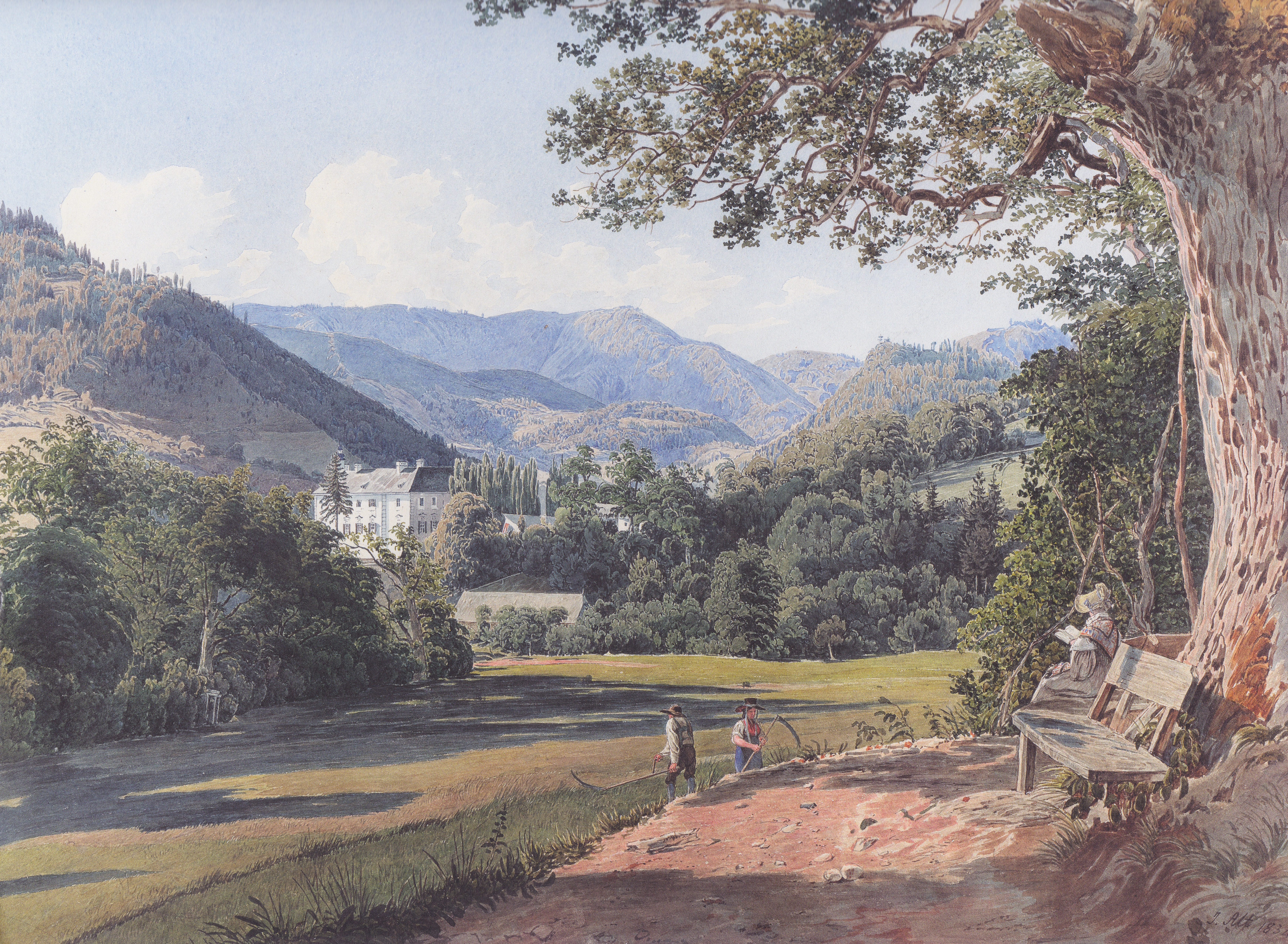
Castelul Stiebar, Austria, 1834
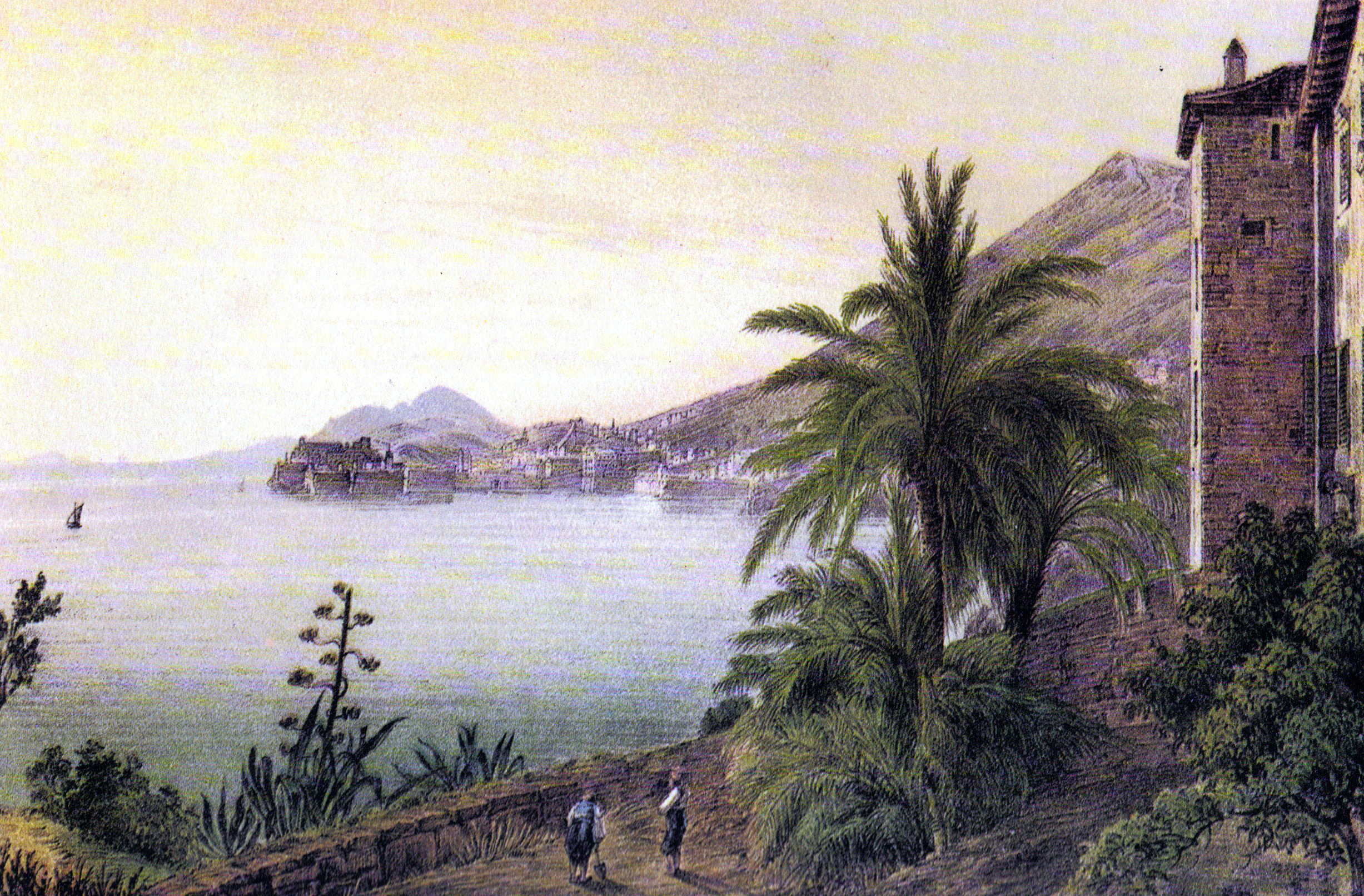
Golful Dubrovnik, 1840
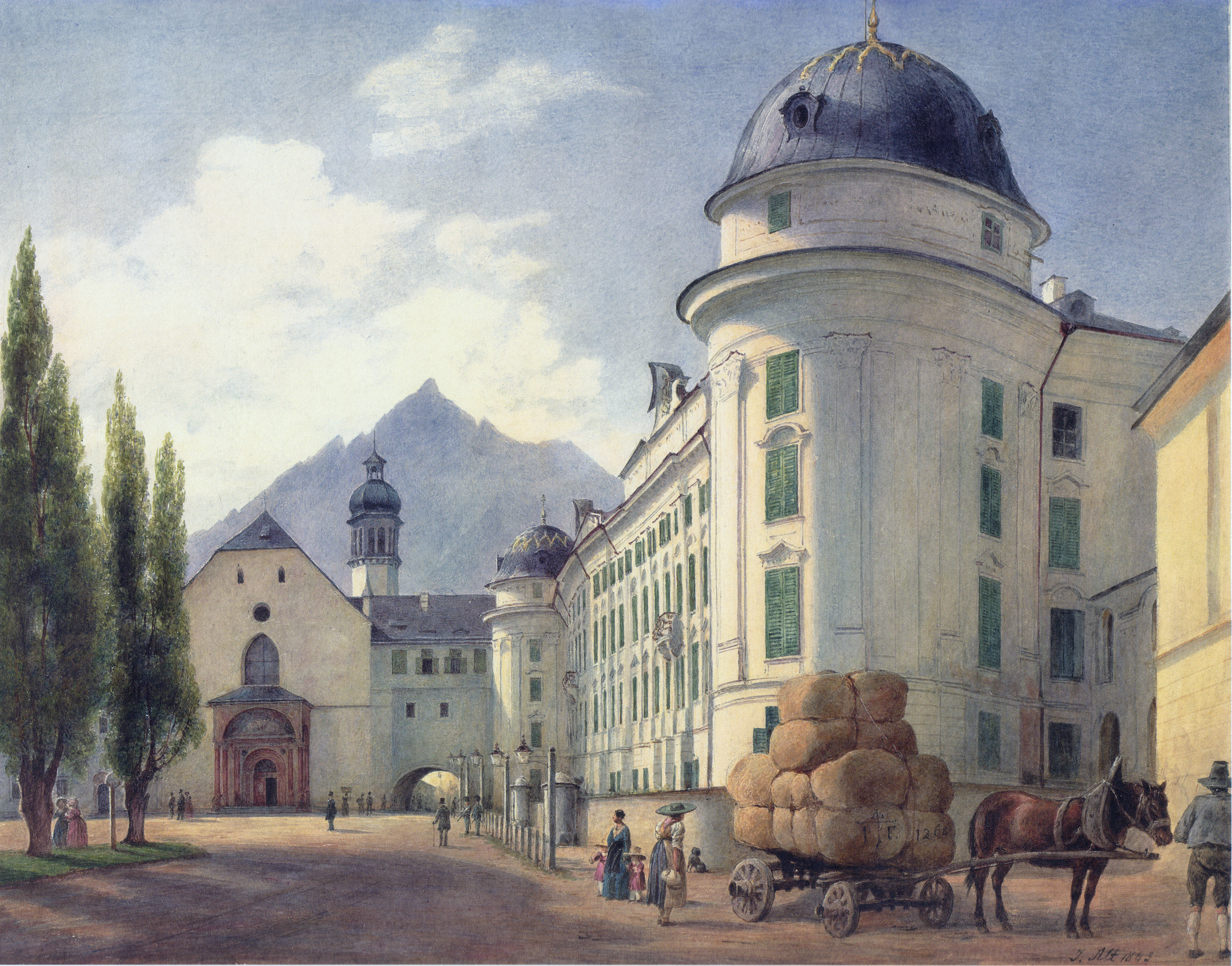
Innsbruck, 1845
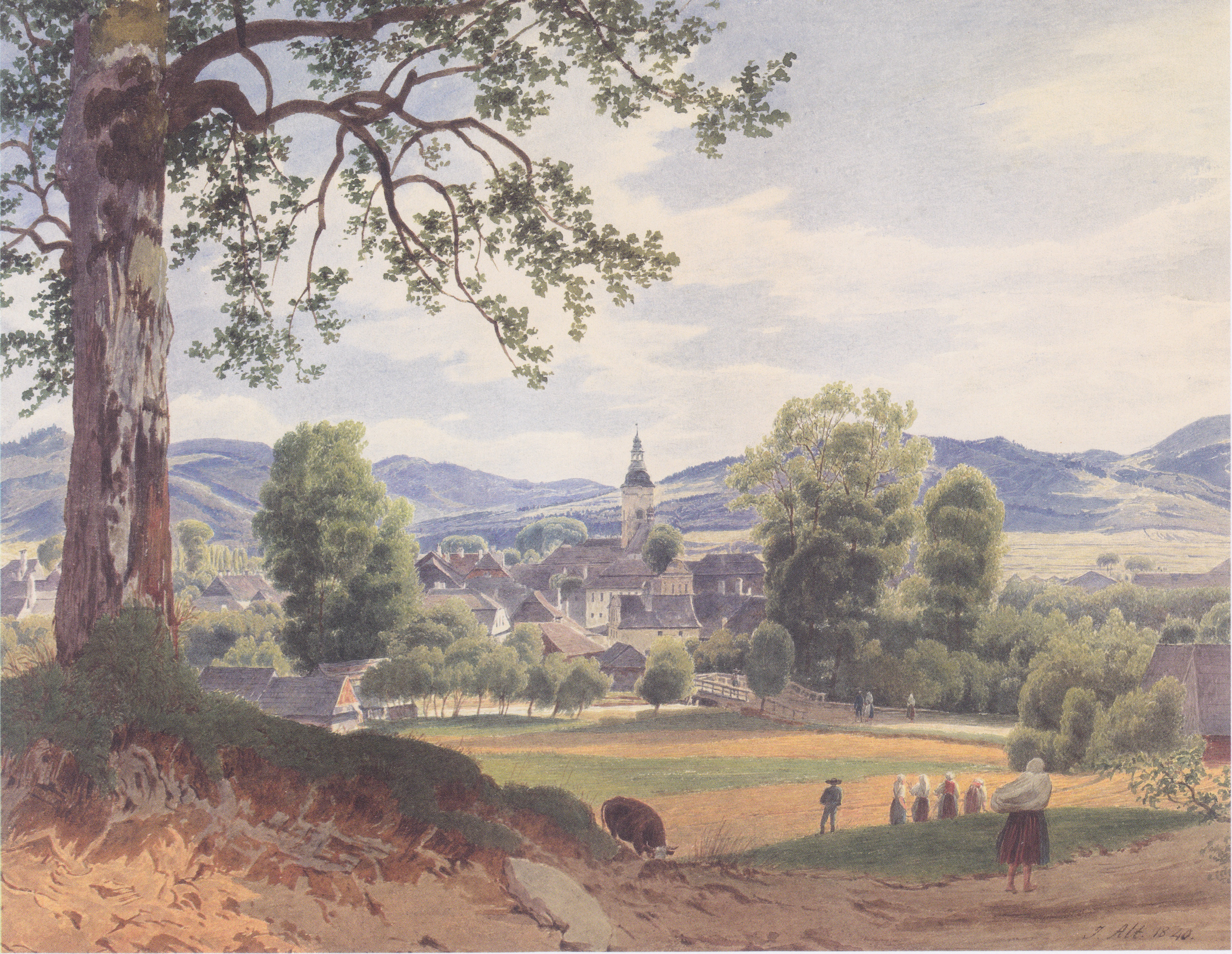
Jablunkov, 1840
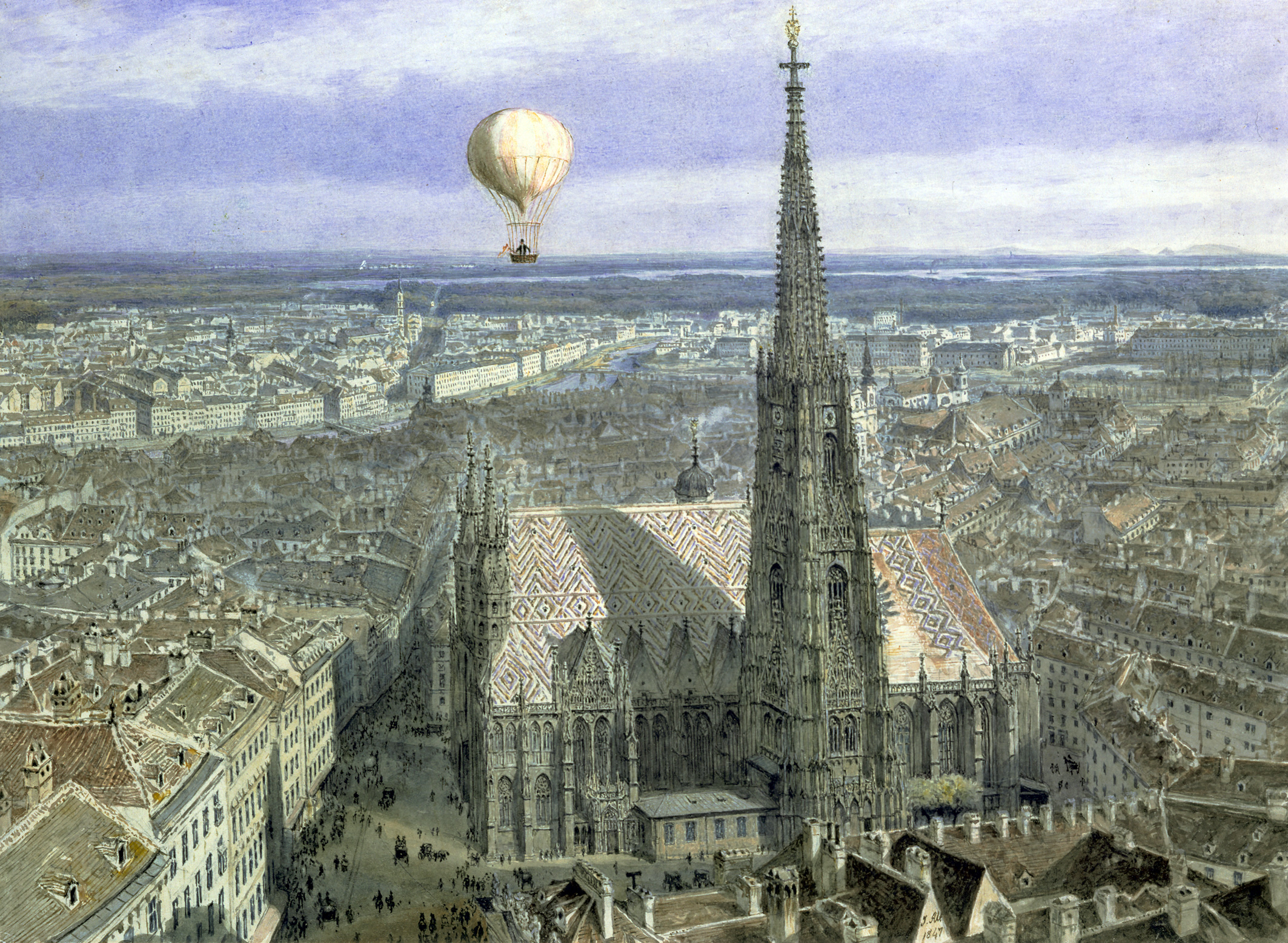
Viena